# Mourant Ozannes
Mourant est un cabinet d'avocats offshore dont le siège est à Saint-Hélier, à Jersey. Mourant compte un peu moins de 60 associés et plus de 500 employés. C'est un membre du prétendu « cercle magique offshore ».

## Histoire
Mourant est le résultat de fusions successives de différents cabinets d'avocats, dont le plus récent est celui de Mourant du Feu & Jeune et d'Ozannes en 2010. La même année, le groupe Mourant vend Mourant International Finance Administration à State Street. Mourant Private Wealth à RBC et Mourant Equity Compensation Solutions à HBOS. En 2018, il change son nom de «Mourant Ozannes LP » à «Mourant LP».

## Localisation
Bien que principalement basé à Jersey, Mourant possède des bureaux dans d'autres juridictions telles que les îles Vierges britanniques, les Îles Caïmans, Guernesey, Hong Kong et le Royaume-Uni. Selon l'ONG ActionAid, plus de 200 sociétés appartenant à au moins 26 sociétés multinationales auraient des filiales domiciliées à Jersey au 22 Grenville Street, le siège de Mourant.

## Prix et reconnaissance
Le cabinet a été désigné meilleur cabinet d'avocats offshore aux États-Unis par Hedgeweek.com en 2013 et a reçu le prix The Lawyer en 2011 en tant que cabinet offshore de l'année.